# Rano Raraku

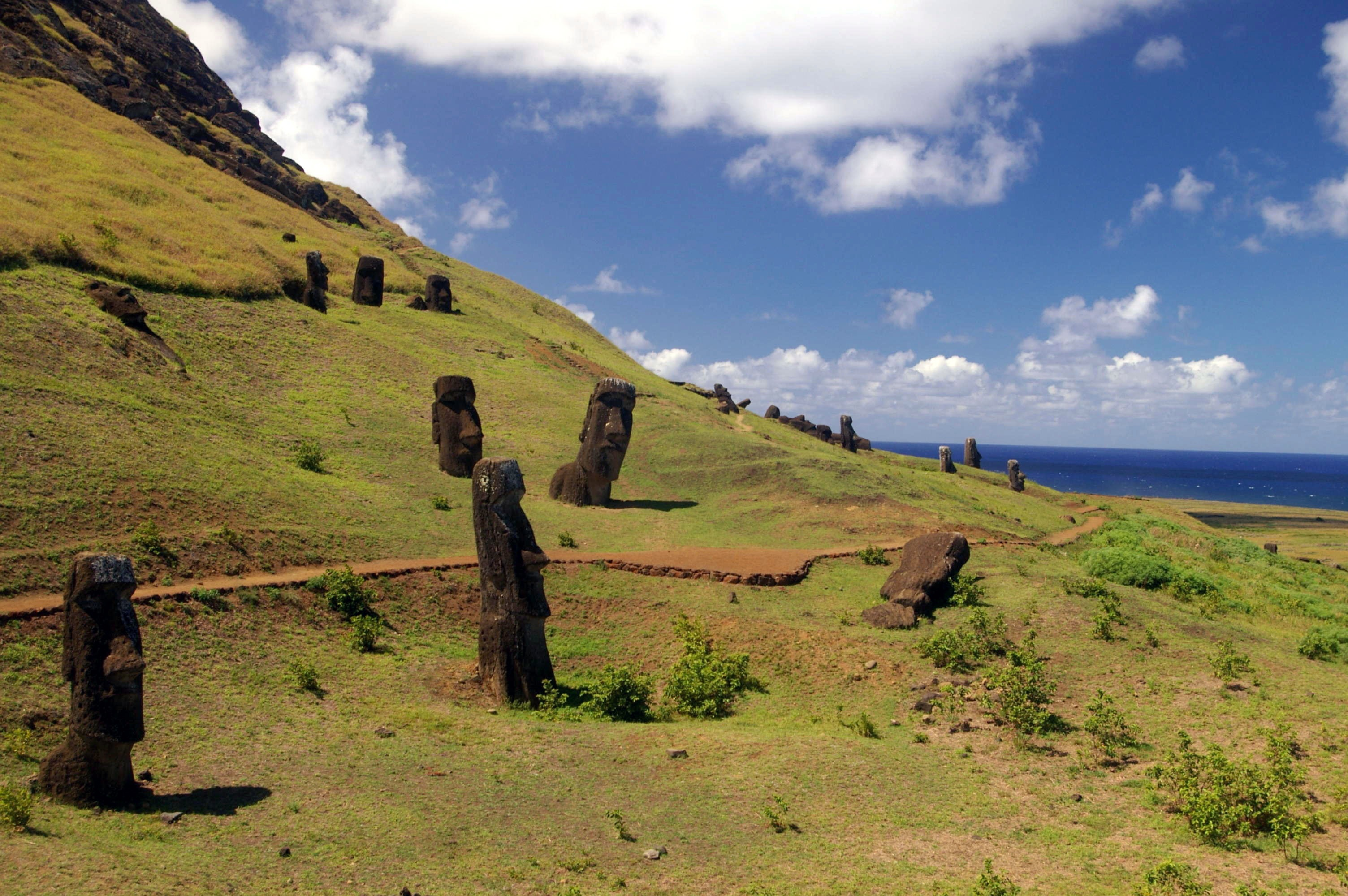
Buitenste hellingen van Rano Raraku met twintig moai, sommige begraven tot de nek.

Rano Raraku is een vulkaankrater gevormd uit geconsolideerde vulkanische as (tufsteen). Het bevindt zich op de lagere hellingen van de Terevaka in het nationaal park op Paaseiland. Het was tot de 18e eeuw 500 jaar lang een groeve en leverde steen waaruit ongeveer 95% van de op het eiland aanwezige moai zijn gemaakt. Rond Rano Raraku staan nog 397 moai. Rano Raraku staat op de Werelderfgoedlijst.

## Beschrijving
De wanden van de Rano Raraku krater zijn hoog en steil, behalve aan de noord en noordwest kant, waar ze veel lager en licht glooiend zijn. De binnenkant bevat een van drie zoetwater kratermeren van het eiland, en begroeid met 'totora' (Schoenoplectus californicus), een bies uit de cypergrassenfamilie. Deze begroeiing, eens overwogen als bewijs van contact met het Zuid-Amerikaanse vasteland, moet al minstens 30.000 jaar op het eiland groeien. De Rapa Nui gebruikten het als dakdekking en voor de bouw van vlotten.